# Caisse pour l'avenir des enfants
La Caisse pour l'avenir des enfants (CAE) ou en luxembourgeois : Zukunftskeess est un établissement public luxembourgeois qui est responsable, dans le cadre du système de sécurité sociale des prestations familiales.

## Histoire
Initialement dénommée Caisse nationale des prestations familiales (CNPF), l'établissement public est renommé par la loi du 23 juillet 2016 en Caisse pour l'avenir des enfants et voit ses fonctions élargies.
La CAE assure la gestion et le paiement de toutes les prestations familiales du Luxembourg, à savoir :
- les allocations familiales ;
- l'allocation de rentrée scolaire ;
- l'allocation de naissance ;
- l'allocation spéciale supplémentaire (ASS), versée si les enfants sont victimes d'handicaps lourds ;
- les congés parentaux ;
- le chèque-service accueil, aussi accessible aux non-résidents.